# Rudolf Montecuccoli
Rudolf Montecuccoli degli Erri (Módena, 22 de febrero de 1843 - Baden, 16 de mayo de 1922) fue un almirante austrohúngaro.

## Biografía
Montecuccoli nació en Módena en 1843, descendiente de una familia noble local y emparentado de manera distante con el famoso mariscal de campo del sacro imperio germánico, Raimondo Montecuccoli (1609-1680).
Cuando nació Rudolf Montecuccoli, Módena estaba gobernada por la dinastía Austria-Este. Sin embargo, durante la campaña militar de 1859, el último duque, Francisco V de Módena, se exilió en Austria después de la derrota en la Batalla de Magenta (4 de junio) y a la edad de 17 años, el joven Montecuccoli vio a su ciudad natal pasar a una soberanía diferente, la de los Saboya. En ese mismo año de 1859 ingresaba como cadete naval provisional y candidato activo en la carrera naval de la Imperial y Real Armada austrohúngara.
En 1866 fue ascendido a alférez. Se distinguió en el mismo año en el combate naval de Lissa. En 1885 fue ascendido a capitán de corbeta, y en 1892 a capitán de navío. En los años 1894 a 1895 fue miembro de la junta de la oficina de control militar naval en Viena, y en 1897 fue ascendido a contralmirante. En 1900 comandó el escuadrón austriaco de Asia oriental, recientemente instituido, que se creó para la participación de Austria-Hungría en la supresión de la rebelión de los Bóxers. Desde 1901 fue presidente del comité técnico marítimo y desde 1905 Almirante .
Educado como oficial naval, Montecuccoli fue poco conocido antes de ser nombrado Marinekommandant (Comandante de Marina) y Chef der Marinesektion (Jefe de la sección de la Marina del Ministerio de Guerra) en octubre de 1904, después de la renuncia de Hermann von Spaun.
Montecuccoli, durante su período administrativo, intentó modernizar la flota austriaca comprometiéndose en la construcción de nuevos barcos de concepción moderna en colaboración con el Establecimiento Técnico Triestino (STT) y Škoda para la producción de barcos armados con grandes cañones. Esta modernización de la flota constaría de buques de guerra modernos clase Viribus Unitis, cruceros ligeros, destructores de clase Tátra y submarinos. 
Sin embargo, cuando se lanzaron las dos primeras naves, el Viribus Unitis y elTegetthoff , Montecuccoli ya no contaba con la aprobación del gobierno central para la concesión de fondos para la armada imperial, por lo que intentó ganar tiempo para pagar la deuda de 32 millones de coronas, lo que generó un gran nerviosismo en los astilleros, mientras Italia lanzaba el buque Dante Alighieri y Francia el Courbet.
La aprobación para los pagos se produjo solo en marzo de 1911 y el gobierno austriaco también planeó la construcción de dos nuevos barcos, el Prinz Eugen y el Szent István.
Montecuccoli se retiró como comandante naval en su 70 cumpleaños el 22 de febrero de 1913, y fue sucedido por el almirante Anton Haus. Murió en Baden en 1922, a la edad de 79 años.